# Dinosaure à plumes

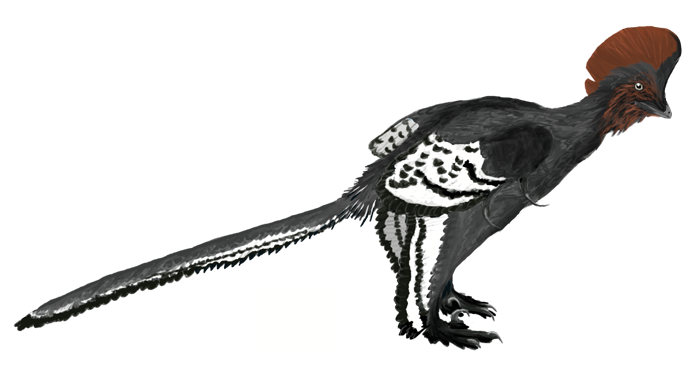
Restitution d’Anchiornis, montrant la disposition et le coloris possible des plumes, par le paléoartiste Matt Martyniuk.

Les dinosaures à plumes (ou ftérophores : « porteurs de plumes » en grec) sont une fraction importante des dinosaures fossiles actuellement connus. Les oiseaux étant des ftérophores actuellement vivants, les paléontologues ont tôt soupçonné qu'il a dû exister des dinosaures à plumes. Au XIXe siècle, la découverte de spécimens d'Archaeopteryx avec des empreintes de plumes a lancé le débat, toujours en cours, pour savoir si ces animaux ayant vécu il y a environ 150 millions d'années devaient être considérés comme des oiseaux ou comme des dinosaures à plumes proches des oiseaux.
Cependant, ce n'est qu'au début des années 1990 que des fossiles de dinosaures clairement non-aviens ont été découverts avec des plumes. Aujourd'hui, plus de vingt genres de dinosaures, pour la plupart des théropodes, sont connus pour avoir eu des plumes. La plupart de ces fossiles proviennent de la formation de Jehol en Chine. Les plumes fossiles d'un spécimen, Shuvuuia deserti, ont été testées immunologiquement positives à la bêta-kératine, la principale protéine trouvée dans les plumes d'oiseaux.

## Historique des recherches

### Les premières hypothèses

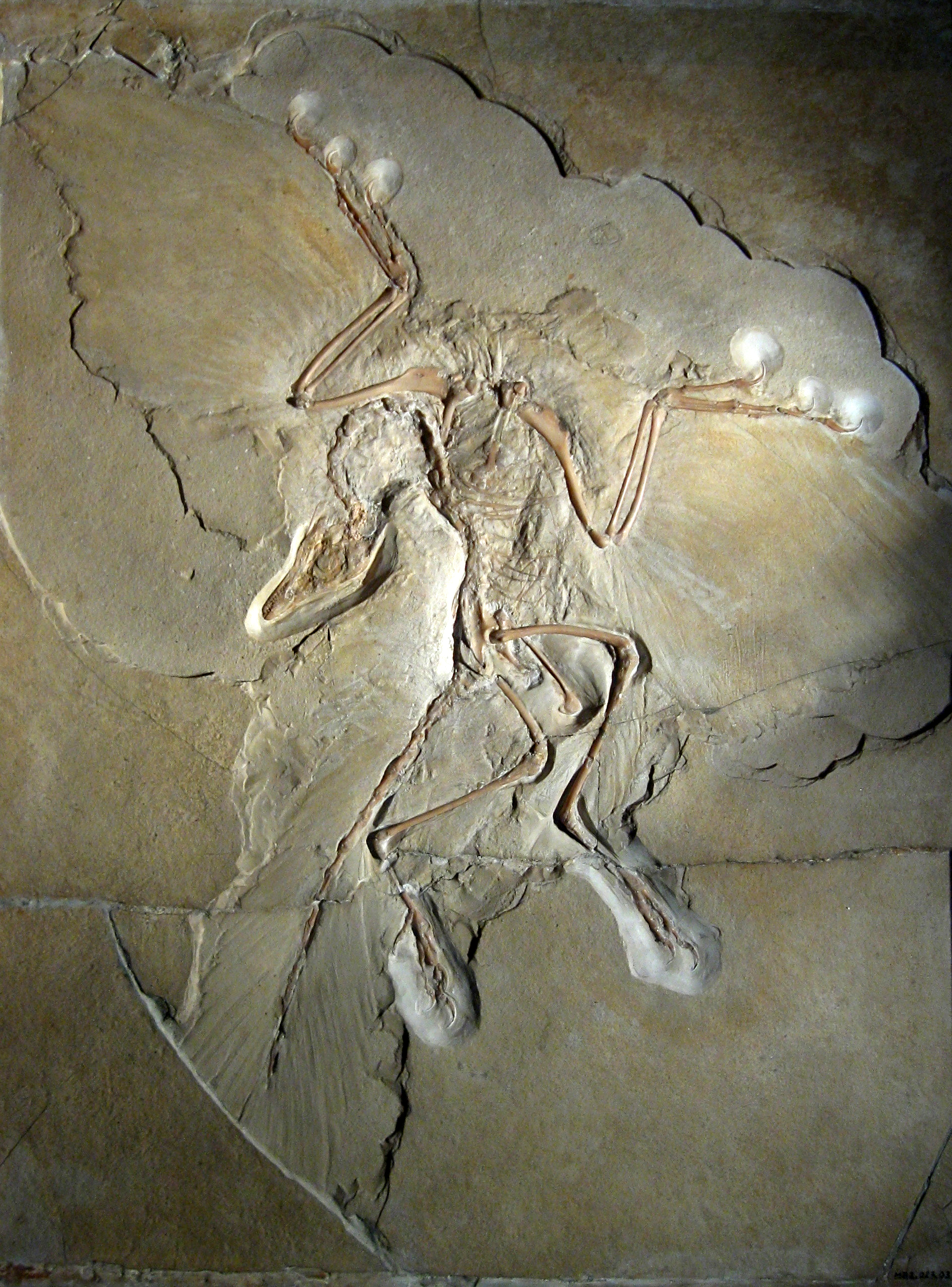
L’Archaeopteryx de Berlin.

Peu de temps après la publication en 1859 par Charles Darwin de « l'Origine des espèces », le biologiste britannique et défenseur de la théorie de l'évolution, Thomas Henry Huxley a émis l'hypothèse que les oiseaux étaient les descendants de dinosaures. Il a comparé la structure du squelette de Compsognathus, un petit dinosaure théropode, et du « premier oiseau » Archaeopteryx lithographica (qui tous deux ont été retrouvés dans le calcaire du Jurassique supérieur bavarois de Solnhofen). Il a montré que, en dehors des mains et des plumes, Archaeopteryx était assez similaire à Compsognathus. En 1868, il a publié On the Animals which are most nearly intermediate between Birds and Reptiles, pour rendre compte de ses résultats,.
Le célèbre expert en dinosaures de l'époque, Richard Owen, qui était en désaccord avec lui, affirmait que l'Archéoptéryx, était un oiseau. Au siècle suivant, l'hypothèse que les oiseaux sont les descendants des dinosaures est abandonnée, au profit de celles considérant les dinosaures comme des reptiles et cette conception restera en vigueur jusque dans les années 1970. Les hypothèses les plus populaires de l'époque donnent comme ancêtres aux oiseaux les crocodylomorphes et les thécodontes plutôt que les dinosaures ou autres archosauriens.
En 1969, John Ostrom décrit Deinonychus antirrhopus, un théropode dont le squelette ressemble à celui des oiseaux. Ostrom est devenu l'un des principaux promoteurs de la théorie supposant que les oiseaux sont les descendants directs de dinosaures,. D'autres comparaisons de squelettes d'oiseaux et de dinosaures, ainsi que l'analyse cladistique ont renforcé cette hypothèse. C'est notamment le cas d'un clade des théropodes appelé Maniraptora où les similitudes squelettiques portent sur le cou, le pubis, le carpe (semi-lunaire), le « bras », la ceinture scapulaire (omoplate, clavicule) et le sternum. En tout, plus d'une centaine de caractéristiques anatomiques distinctes sont partagées par les oiseaux et les dinosaures théropodes[réf. nécessaire].
D'autres chercheurs se sont inspirés de ces caractéristiques communes et d'autres aspects de la biologie des dinosaures et se sont mis à suggérer qu'au moins certains dinosaures théropodes avaient des plumes. Le premier dessin d'un dinosaure à plumes est dû à Sarah Landry pour un Syntarsus (rebaptisé « Megapnosaurus » et considéré généralement comme un synonyme junior de Coelophysis), dans l'article de Robert T. Bakker de 1975 Dinosaur Renaissance.  À partir de la fin des années 1970, Gregory S. Paul a été probablement le premier artiste de la paléontologie à représenter les dinosaures théropodes avec des plumes.
Dans les années 1990, la plupart des paléontologues considéraient les oiseaux comme des descendants des dinosaures. Avant la découverte des dinosaures à plumes, les preuves étaient limitées à l'anatomie comparée de Huxley et Ostrom. Certains ornithologues, comme le conservateur de la Smithsonian Institution, Storrs L. Olson, ont contesté cette vision, se basant en particulier sur l'absence de preuves fossiles de dinosaures à plumes.

### Les preuves fossiles

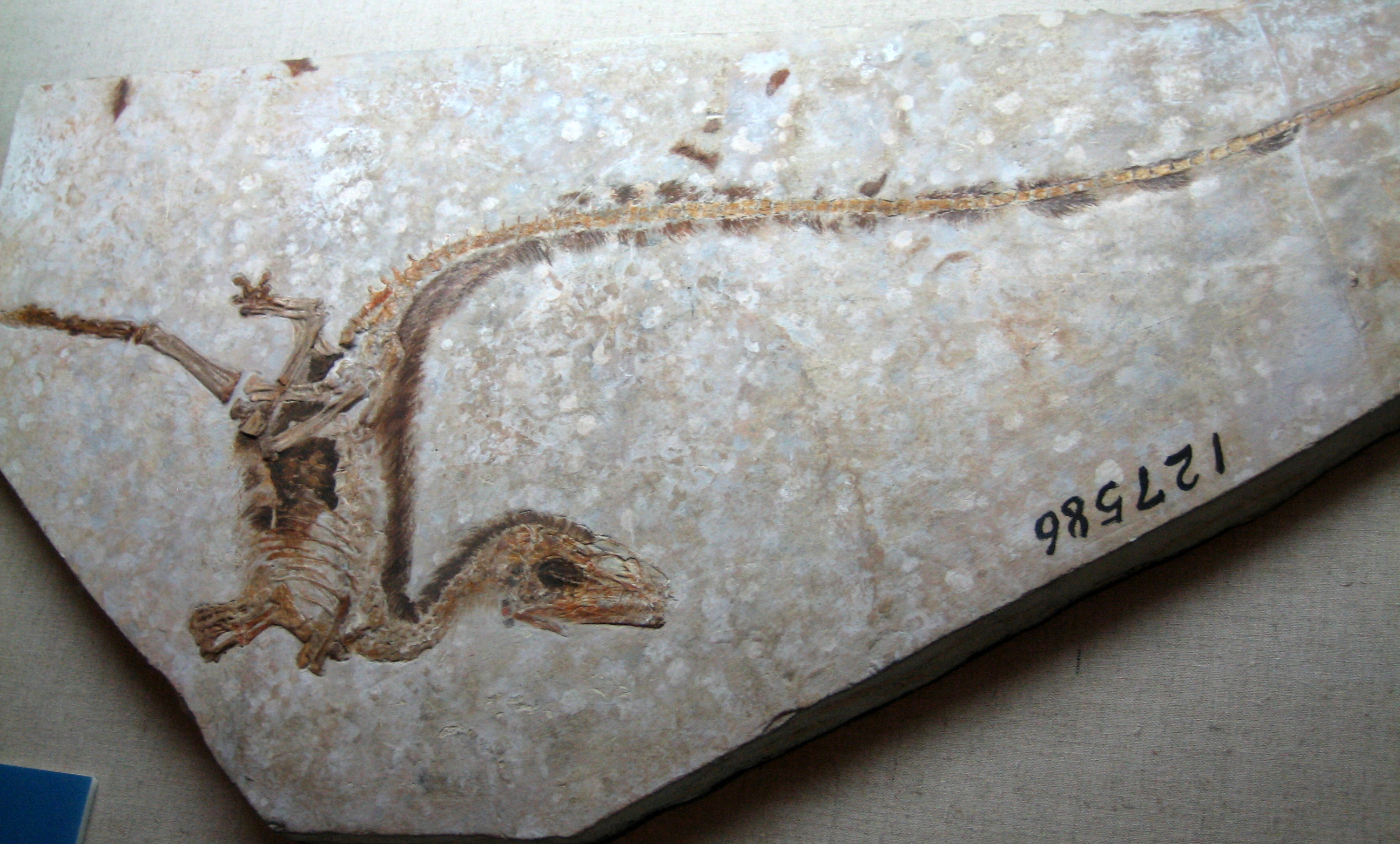
Fossile de Sinosauropteryx, l'une des premières découvertes d'un fossile de dinosaure non-avien à plumes.

Après un siècle d'hypothèses sans preuves concluantes, des dinosaures à plumes particulièrement bien conservés ont été découverts dans les années 1990 et continuent d'être trouvés. Les fossiles étaient conservés dans un lagerstätte, un dépôt sédimentaire présentant une remarquable richesse et variété de fossiles, dans le Liaoning, en Chine. Il y a environ 125 millions d'années, au Crétacé inférieur, la région avait à plusieurs reprises été recouverte par les cendres produites par les éruptions de volcans situés en Mongolie-Intérieure. Les organismes vivants ont été enterrés et conservés dans les moindres détails. La région abritait le biote de Jehol, constitué d'une riche végétation, comprenant peut-être les angiospermes les plus anciens connus, et d'une faune dont de nombreuses espèces d'insectes, de poissons, de grenouilles, de salamandres, de mammifères, de tortues, de lézards et de crocodiles ont été découverts.
Les découvertes les plus importantes faites au Liaoning ont été un grand nombre de fossiles de dinosaures à plumes, avec de nouvelles trouvailles qui continuent et qui viennent remplir des lacunes dans la connaissance de la relation dinosaure-oiseau et améliorer les théories évolutionnistes sur le développement des plumes et du vol. Norell et collaborateurs (2007) ont décrit des saillies de plumes sur un cubitus de Velociraptor mongoliensis et celles-ci sont très proches de celles laissées par les grandes rémiges des oiseaux actuels.

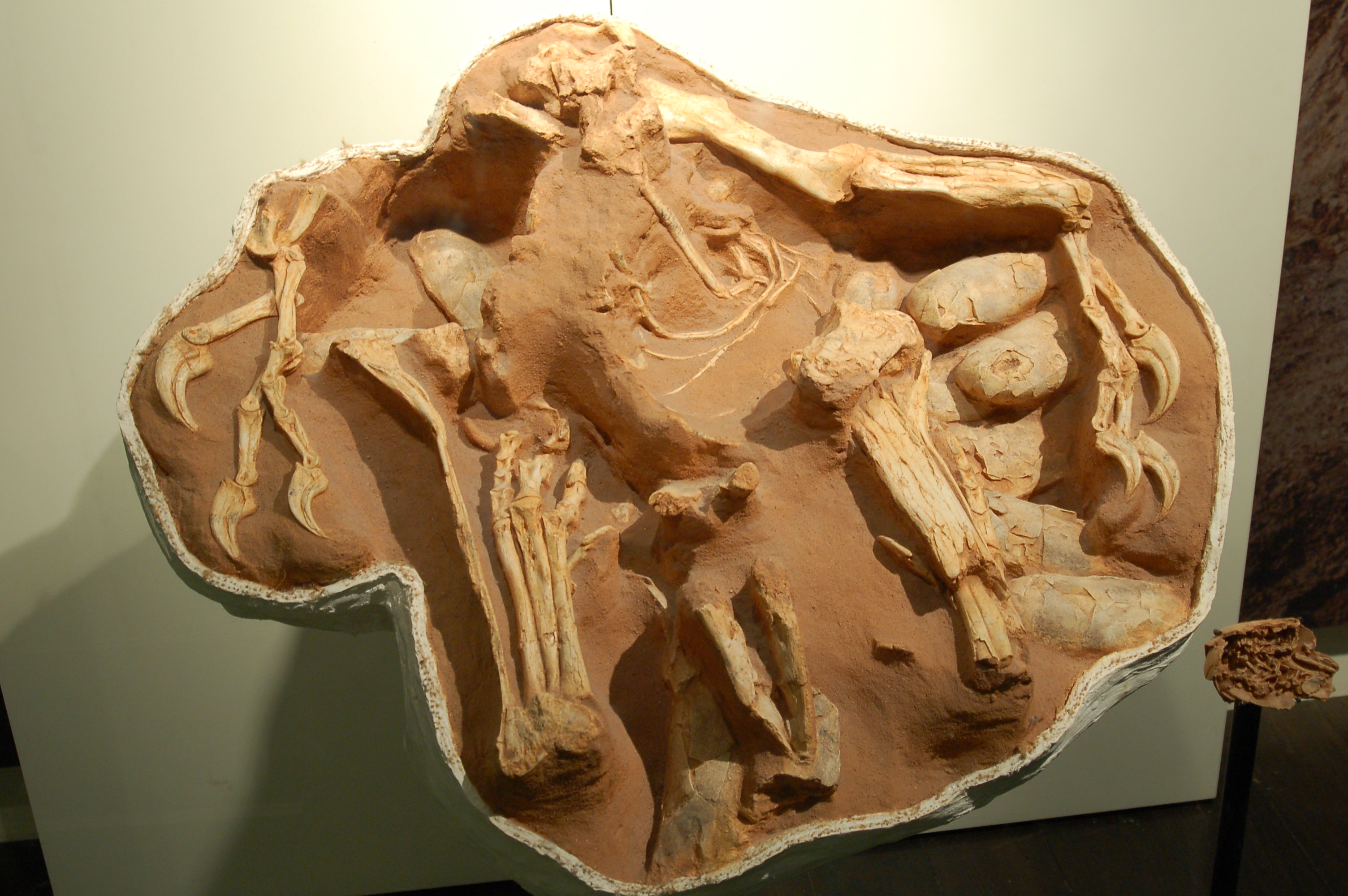
Spécimen de Citipati osmolskae nichant, AMNH.

En 2011 (au Canada), onze fragments de plumes de dinosaures, colorées (du brun au noir) ont été retrouvées dans de l'ambre daté de 78  à   79 millions d'années (fin crétacé). Des poils, barbes et barbules sont visibles, semblables à ceux d'oiseaux contemporains, avec des indices d'imperméabilité pouvant laisser penser qu'il s'agissait (dans ce cas) d'animaux semi-aquatiques.
Une autre découverte dans un bloc d'ambre est celle d'un morceau de queue avec ses plumes attribué comme ayant appartenu à un coelurosaure. Ce spécimen fossile, découvert en Birmanie et daté de 99 millions d'années, présente des plumes avec une structure ramifiée, avec des barbules, mais dont le rachis est absent,.
Une autre preuve, comportementale, sous la forme d'un fossile d'oviraptorosaure sur son nid, montre un autre point commun avec les oiseaux. L'animal est assis sur son nid, les avant-bras repliés, comme ceux d'un oiseau. Bien que les plumes n'aient pas été conservées, il est probable que celles-ci devaient être présentes pour protéger les œufs et les jeunes,.
Divers indices laissent penser que les plumes de dinosaures étaient souvent colorées. Selon Aude Cincotta et ses collègues (2022), le ptérosaure Tupandactylus imperator avait bien des plumes (d'au moins deux types différents), et probablement de couleurs variées (car on a trouvé dans les fossiles des organites produisant des pigments dans les deux types de plumes, et dans la peau de la crête de la tête).

## Contestations et controverses

### Contestations
Il a été prétendu que les supposées plumes de fossiles chinois soient un artefact de conservation, même si les plumes fossiles de certains genres de petits théropodes non-aviens, tel Sinornithosaurus, ont à peu près le même aspect que celles des oiseaux fossilisés du même gisement. Aucun fossile non-théropode provenant du même site ne montre un tel artefact, mais ils possèdent parfois sans ambiguïté des poils (certains mammifères) ou des écailles (certaines espèces de reptiles)[réf. nécessaire].

### Le faux «Archaeoraptor»
En 1999, un prétendu « chaînon manquant » de fossiles de dinosaure à plumes nommé « Archaeoraptor liaoningensis » aurait été découvert dans la province de Liaoning et s'est depuis révélé être un faux. En comparant la photo de l'échantillon avec une autre découverte, le paléontologue chinois Xu Xing est arrivé à la conclusion qu'il était composé de deux parties différentes de fossiles. Il demanda à la National Geographic Society de revoir le problème, et elle arriva à la même conclusion. La partie inférieure du faux Archaeoraptor provenait d'un vrai dromaeosauridé à plumes connu maintenant sous le nom Microraptor et la partie supérieure d'un oiseau primitif déjà connu appelé Yanornis,.

## Les connaissances actuelles

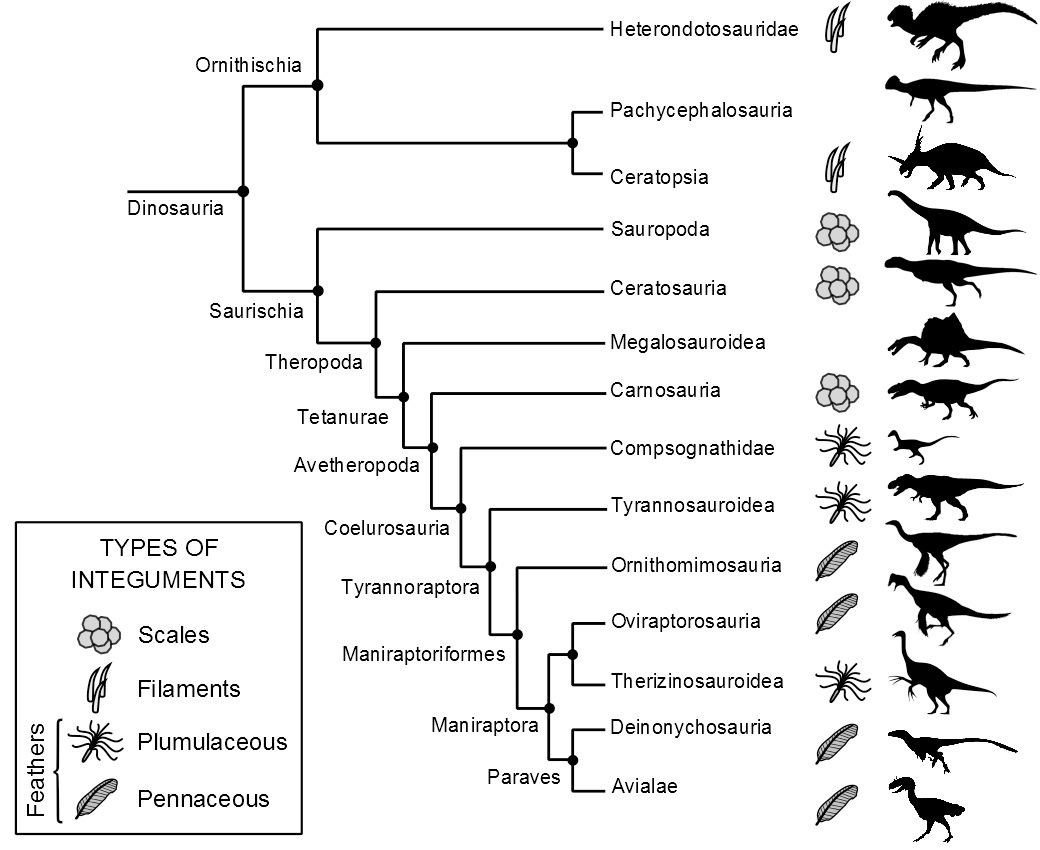
Cladogramme schématique basé sur l'étude de P. Godefroit en 2013, montrant les différents types de systèmes tégumentaires parmi les principaux taxons de dinosaures, et la répartition des plumes duveteuses (plumulaceous) et pennées (penneaceous).
Mis à jour en 2015.

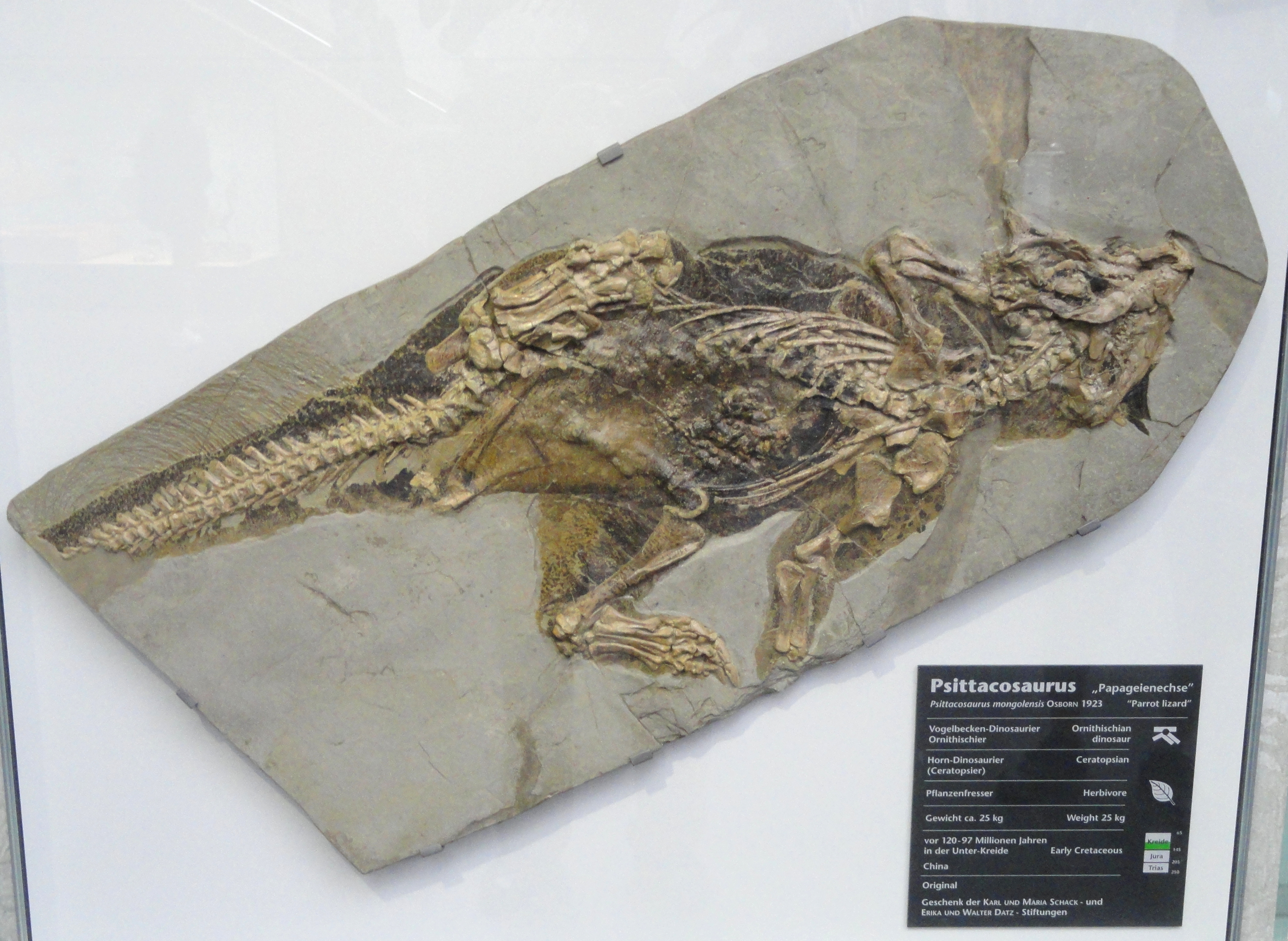
Spécimen de Psittacosaurus mongoliensis présentant des structures filamenteuses sur la queue, ressemblant à des soies.

La plupart des dinosaures non aviens connus pour avoir eu des plumes ou des protoplumes sont des théropodes, plus particulièrement appartenant au clade des Coelurosaures. Toutefois, des structures tégumentaires filamenteuses ont été observées chez certains dinosaures non théropodes, tels les ornithischiens Tianyulong et Psittacosaurus. La nature exacte de ces structures fait l'objet de débats, Tianyulong portant de simples filaments relativement rigides,. Un autre ornithischien, Kulindadromeus, s'est révélé porteur de structures plus complexes,.

### Liste des genres de dinosaures conservés avec la preuve de plumes

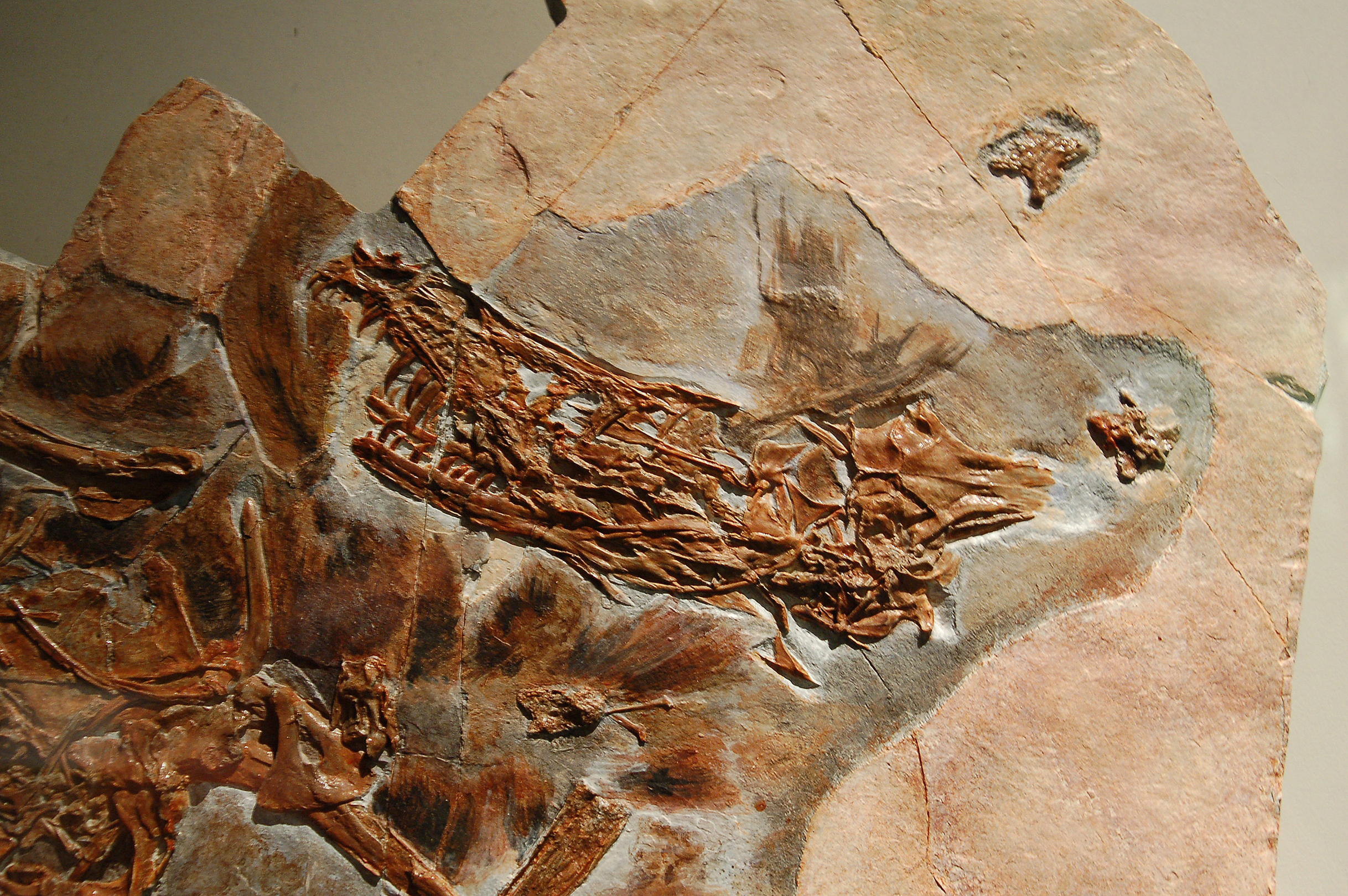
Fossile de Sinornithosaurus millenii, la première preuve de la présence de plumes chez les dromaeosauridés.

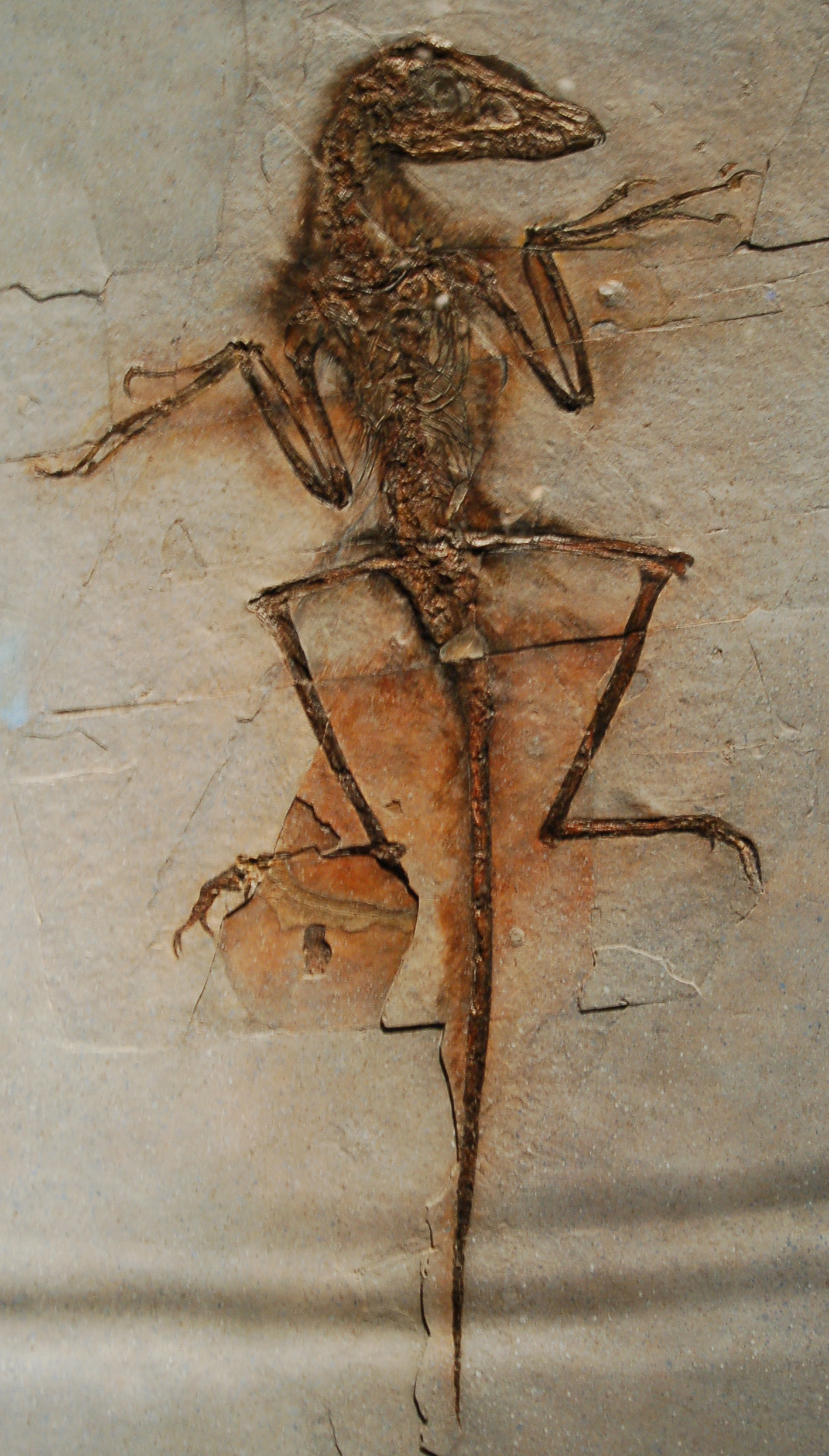
Fossile NGMC 91, attribué à l'espèce Sinornithosaurus millenii.

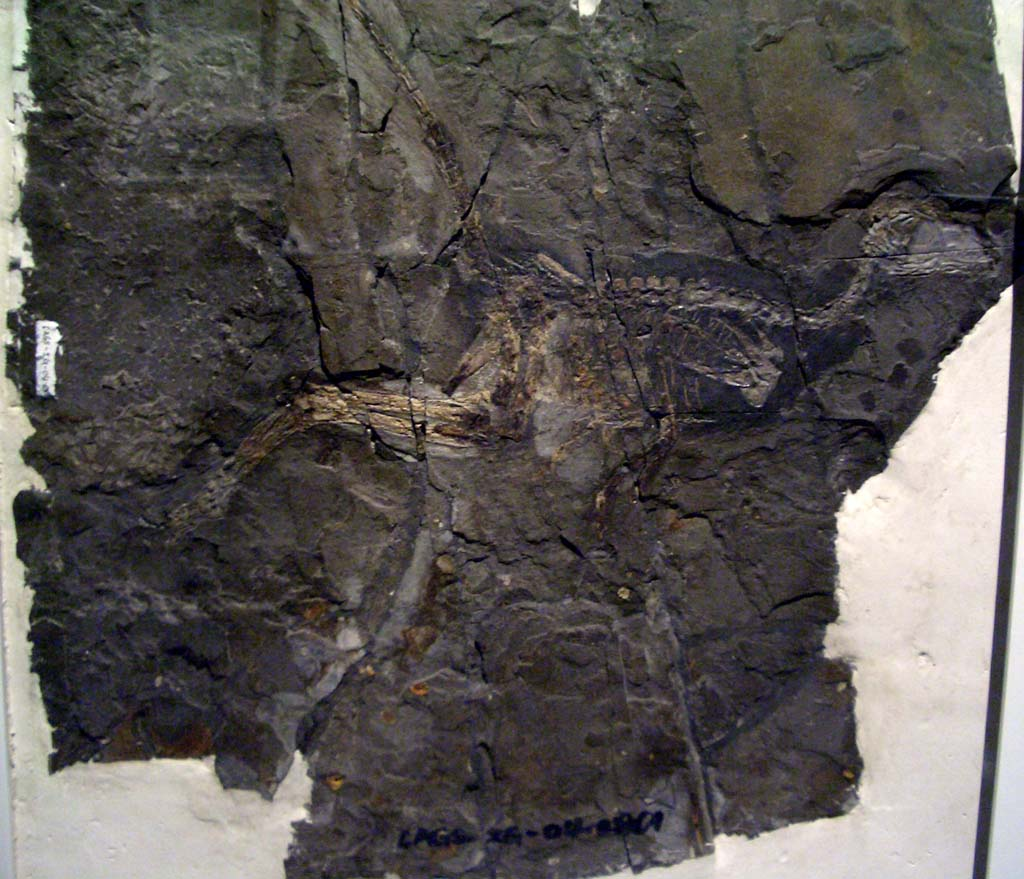
Jinfengopteryx elegans fossile.

1. Avimimus* (1987)[31],[32]
2. Sinosauropteryx (1996)[33]
3. Protarchaeopteryx (1997)[34]
4. Caudipteryx (1998)[35]
5. Rahonavis* (1998)[36]
6. Shuvuuia (1998)[37]
7. Sinornithosaurus (1999)[38]
8. Beipiaosaurus (1999)[39]
9. Microraptor (2000)[24]
10. Nomingia* (2000)[40]
11. Scansoriopteryx[41] ou Epidendrosaurus[42] (2002)
12. Psittacosaurus? (2002)[43]
13. Yixianosaurus (2003)[44]
14. Dilong (2004)[45]
15. Pedopenna (2005)[46]
16. Jinfengopteryx (2005)[47],[48]
17. Juravenator? (2006)[49]
18. Sinocalliopteryx (2007)[50]
19. Velociraptor* (2007)[13]
20. Similicaudipteryx (2008)[51],[52]
21. Epidexipteryx (2008)[53]
22. Anchiornis (2009)[54]
23. Tianyulong? (2009)[27]
24. Concavenator* (2010)[55]
25. Sciurumimus (2012)
26. Ornithomimus (2012)[56]
27. Yutyrannus (2012)[57]
28. Eosinopteryx (2013)[58]
29. Jianchangosaurus (2013)[59]
30. Changyuraptor (2014)[60]
31. Kulindadromeus? (2014)[29]
32. Yi (2015)[61]
33. Zhenyuanlong (2015)[62]
34. Jianianhualong (2017)[63]